# Samenstelling Belgische Senaat 1908-1912
De lijst van leden van de Belgische Senaat van 1908 tot 1912. De Senaat telde toen 111 zetels. Op 24 mei 1908 werden 40 van de 83 senatoren rechtstreeks verkozen, meer bepaald in de kieskringen Gent-Eeklo, Aalst-Oudenaarde, Dendermonde-Sint-Niklaas, Charleroi-Thuin, Bergen-Zinnik, Doornik-Aat, Luik, Verviers, Hoei-Borgworm en Hasselt-Tongeren-Maaseik. 
Het nationale kiesstelsel was in die periode gebaseerd op algemeen meervoudig stemrecht, volgens een systeem van evenredige vertegenwoordiging op basis van de methode-D'Hondt, gecombineerd met een districtenstelsel. Naargelang opleiding, cijns die men betaalde of een combinatie van beide kregen alle mannelijke Belgen van 25 jaar en ouder respectievelijk één, twee of drie stemmen. Daarnaast waren er ook 27 provinciale senatoren, aangeduid door de provincieraden en tot december 1909 een senator van rechtswege. Vanaf december 1909 waren er dus nog 110 zetels in de Senaat.
De legislatuur liep van 10 juni 1908 tot 13 mei 1912. Tijdens deze legislatuur waren achtereenvolgens de regering-Schollaert (januari 1908 - juni 1911) en de regering-De Broqueville I (juni 1911 - november 1918) in functie. Deze regeringen steunden op een katholieke meerderheid. De oppositie bestond dus uit de liberalen en de socialisten.

## Samenstelling
| Begin legislatuur (1908) | Begin legislatuur (1908) | Begin legislatuur (1908) | Begin legislatuur (1908) | Begin legislatuur (1908) | Einde legislatuur (1912) | Einde legislatuur (1912) | Einde legislatuur (1912) |
| Fractie                  | Fractie                  | Rechtstr.                | Prov.                    | Tot.                     | Fractie                  | Fractie                  | Zetels                   |
| ------------------------ | ------------------------ | ------------------------ | ------------------------ | ------------------------ | ------------------------ | ------------------------ | ------------------------ |
|                          | Katholieken              | 47                       | 16                       | 63                       |                          | Katholieken              | 64                       |
|                          | Liberalen                | 29                       | 7                        | 36                       |                          | Liberalen                | 34                       |
|                          | Socialisten              | 7                        | 4                        | 11                       |                          | Socialisten              | 12                       |

Wijzigingen in fractiesamenstelling:
- In 1910 overlijdt de liberaal Alfred Février (rechtstreeks gekozen senator). Zijn opvolger wordt de katholiek Guillaume de Giey.
- In 1911 neemt de liberaal Adolphe Devos (provinciaal senator) ontslag. Zijn opvolger wordt de socialist Jules Lekeu.

## Lijst van de senatoren
| Senator                                 | Partij    | Aanduiding                   | Kieskring                                   | Provincie       | Opmerkingen |
| --------------------------------------- | --------- | ---------------------------- | ------------------------------------------- | --------------- | --- |
| Maurice de Ramaix                       | Katholiek | Rechtstreeks gekozen senator | Antwerpen                                   | -               | |
| Edouard Biart                           | Katholiek | Rechtstreeks gekozen senator | Antwerpen                                   | -               | Vervangt vanaf 4 mei 1910 Alfred de Vinck de Winnezeele, die om gezondheidsredenen ontslag neemt. |
| Louis Le Clef                           | Katholiek | Rechtstreeks gekozen senator | Antwerpen                                   | -               | |
| Oscar Van der Molen                     | Liberaal  | Rechtstreeks gekozen senator | Antwerpen                                   | -               | Vervangt vanaf 10 november 1908 de overleden Adolphe Verspreeuwen. |
| Eugène Van de Walle                     | Liberaal  | Rechtstreeks gekozen senator | Antwerpen                                   | -               | |
| Arthur Van Den Nest                     | Liberaal  | Rechtstreeks gekozen senator | Antwerpen                                   | -               | |
| Paul van Reynegom de Buzet              | Katholiek | Rechtstreeks gekozen senator | Mechelen-Turnhout                           | -               | Vervangt vanaf 10 november 1908 René van de Werve, die om gezondheidsredenen ontslag neemt. |
| Jules Wittman                           | Katholiek | Rechtstreeks gekozen senator | Mechelen-Turnhout                           | -               | Vervangt vanaf 26 augustus 1908 de overleden Henri de Merode-Westerloo. De Merode-Westerloo was parlementsvoorzitter tot aan zijn dood op 13 juli 1908. |
| Charles Cools                           | Katholiek | Rechtstreeks gekozen senator | Mechelen-Turnhout                           | -               | |
| Ernest Bergmann                         | Liberaal  | Rechtstreeks gekozen senator | Mechelen-Turnhout                           | -               | |
| Alexandre Braun                         | Katholiek | Rechtstreeks gekozen senator | Brussel                                     | -               | |
| Edmond Mesens                           | Katholiek | Rechtstreeks gekozen senator | Brussel                                     | -               | |
| Edouard Du Bost                         | Katholiek | Rechtstreeks gekozen senator | Brussel                                     | -               | Vervangt vanaf 10 november 1908 Hippolyte d'Ursel, die om persoonlijke redenen ontslag neemt. |
| Georges Dupret                          | Katholiek | Rechtstreeks gekozen senator | Brussel                                     | -               | |
| Ferdinand de Marnix de Sainte-Aldegonde | Katholiek | Rechtstreeks gekozen senator | Brussel                                     | -               | |
| Charles Claes                           | Katholiek | Rechtstreeks gekozen senator | Brussel                                     | -               | Vervangt vanaf 23 april 1912 de overleden Victor Allard. Allard was tot aan zijn dood op 18 april 1912 voorzitter van de commissie Financiën. |
| François Prosper Hanrez                 | Liberaal  | Rechtstreeks gekozen senator | Brussel                                     | -               | Vanaf 16 april 1912 voorzitter van de liberale fractie. |
| Louis Catteau                           | Liberaal  | Rechtstreeks gekozen senator | Brussel                                     | -               | Vervangt vanaf 8 december 1909 de overleden Emile De Mot. |
| Auguste Lambiotte                       | Liberaal  | Rechtstreeks gekozen senator | Brussel                                     | -               | |
| Samson Wiener                           | Liberaal  | Rechtstreeks gekozen senator | Brussel                                     | -               | |
| Jean-Baptiste Henderickx                | Socialist | Rechtstreeks gekozen senator | Brussel                                     | -               | |
| Léon Vanderkelen                        | Liberaal  | Rechtstreeks gekozen senator | Leuven                                      | -               | |
| Edouard Descamps                        | Katholiek | Rechtstreeks gekozen senator | Leuven                                      | -               | Vanaf 22 november 1910 voorzitter van de commissie Kunsten en Wetenschappen. |
| Auguste de Becker Remy                  | Katholiek | Rechtstreeks gekozen senator | Leuven                                      | -               | Vervangt vanaf 23 mei 1911 de overleden Jules Roberti. |
| Léon Pastur                             | Katholiek | Rechtstreeks gekozen senator | Nijvel                                      | -               | |
| Jean Brulé                              | Liberaal  | Rechtstreeks gekozen senator | Nijvel                                      | -               | |
| Léon van Ockerhout                      | Katholiek | Rechtstreeks gekozen senator | Brugge                                      | -               | |
| Alfred de Lanier                        | Liberaal  | Rechtstreeks gekozen senator | Brugge                                      | -               | |
| Aloïs Verbeke                           | Liberaal  | Rechtstreeks gekozen senator | Veurne-Diksmuide-Oostende                   | -               | |
| Jules Vanderheyde                       | Katholiek | Rechtstreeks gekozen senator | Veurne-Diksmuide-Oostende                   | -               | Vervangt vanaf 6 april 1911 de overleden Thierry de Limburg Stirum. |
| Adile Eugène Mulle de ter Schueren      | Katholiek | Rechtstreeks gekozen senator | Roeselare-Tielt                             | -               | |
| Fernand de Jonghe d'Ardoye              | Katholiek | Rechtstreeks gekozen senator | Roeselare-Tielt                             | -               | Quaestor. |
| Paul Vandenpeereboom                    | Katholiek | Rechtstreeks gekozen senator | Kortrijk-Ieper                              | -               | |
| Gaston de Vinck                         | Katholiek | Rechtstreeks gekozen senator | Kortrijk-Ieper                              | -               | |
| Georges Vercruysse                      | Katholiek | Rechtstreeks gekozen senator | Kortrijk-Ieper                              | -               | |
| Raymond Vande Venne                     | Liberaal  | Rechtstreeks gekozen senator | Kortrijk-Ieper                              | -               | Vervangt vanaf 14 november 1911 Vital De Ridder, die om gezondheidsredenen ontslag neemt. |
| Edgard de Kerchove d'Ousselghem         | Katholiek | Rechtstreeks gekozen senator | Gent-Eeklo                                  | -               | |
| Arnold t'Kint de Roodenbeke             | Katholiek | Rechtstreeks gekozen senator | Gent-Eeklo                                  | -               | Ondervoorzitter vanaf 14 november 1911. |
| Astère Vercruysse de Solart             | Katholiek | Rechtstreeks gekozen senator | Gent-Eeklo                                  | -               | Tot 22 november 1910 voorzitter van de commissie Openbare Werken en vanaf 22 november 1910 voorzitter van de commissie Landbouw en Openbare Werken. |
| Camille Isidore De Bast                 | Liberaal  | Rechtstreeks gekozen senator | Gent-Eeklo                                  | -               | |
| Jean Van Zele                           | Liberaal  | Rechtstreeks gekozen senator | Gent-Eeklo                                  | -               | Vervangt vanaf 8 november 1910 de overleden Ferdinand Dierman. |
| Joseph Nicolas Van Naemen               | Katholiek | Rechtstreeks gekozen senator | Dendermonde-Sint-Niklaas                    | -               | Vervangt vanaf 10 november 1908 de overleden Léon De Bruyn |
| Henri Mertens                           | Katholiek | Rechtstreeks gekozen senator | Dendermonde-Sint-Niklaas                    | -               | |
| Emile de Neve de Roden                  | Katholiek | Rechtstreeks gekozen senator | Dendermonde-Sint-Niklaas                    | -               | Vervangt vanaf 14 november 1911 de overleden Adolphe Christyn de Ribaucourt. Christyn de Ribaucourt was secretaris tot 9 november 1909, tot 26 november 1908 voorzitter van de commissie Landbouw en van 26 november 1908 tot aan zijn dood op 27 augustus 1911 voorzitter van de commissie Koloniën. |
| Hercule Coullier de Mulder              | Liberaal  | Rechtstreeks gekozen senator | Dendermonde-Sint-Niklaas                    | -               | |
| Charles Van Vreckem                     | Katholiek | Rechtstreeks gekozen senator | Oudenaarde-Aalst                            | -               | |
| Eugène de Kerchove d'Exaerde            | Katholiek | Rechtstreeks gekozen senator | Oudenaarde-Aalst                            | -               | |
| Paul Raepsaet                           | Katholiek | Rechtstreeks gekozen senator | Oudenaarde-Aalst                            | -               | Secretaris vanaf 9 november 1909. |
| Hyacinthe Bernaeijge                    | Liberaal  | Rechtstreeks gekozen senator | Oudenaarde-Aalst                            | -               | |
| Armand Hubert                           | Katholiek | Rechtstreeks gekozen senator | Bergen-Zinnik                               | -               | |
| Adrien Vilain XIIII                     | Katholiek | Rechtstreeks gekozen senator | Bergen-Zinnik                               | -               | Vervangt vanaf 23 mei 1911 de overleden Alphonse Vandevelde. |
| Arthur Demerbe                          | Liberaal  | Rechtstreeks gekozen senator | Bergen-Zinnik                               | -               | Vervangt vanaf 16 april 1912 de overleden Gustave Boël. Boël werd verkozen op een kartellijst van liberalen en socialisten. |
| Fernand Defuisseaux                     | Socialist | Rechtstreeks gekozen senator | Bergen-Zinnik                               | -               | Verkozen op een kartellijst van liberalen en socialisten. |
| Jules Dufrane                           | Socialist | Rechtstreeks gekozen senator | Bergen-Zinnik                               | -               | Verkozen op een kartellijst van liberalen en socialisten. |
| Emile Huet                              | Liberaal  | Rechtstreeks gekozen senator | Doornik-Aat                                 | -               | |
| Oscar de Séjournet de Rameignies        | Liberaal  | Rechtstreeks gekozen senator | Doornik-Aat                                 | -               | |
| Alphonse Stiénon du Pré                 | Katholiek | Rechtstreeks gekozen senator | Doornik-Aat                                 | -               | |
| Amaury Werner de Merode                 | Katholiek | Rechtstreeks gekozen senator | Charleroi-Thuin                             | -               | Voorzitter van de commissie Oorlog. |
| Eugène Derbaix                          | Katholiek | Rechtstreeks gekozen senator | Charleroi-Thuin                             | -               | |
| Edmond Steurs                           | Liberaal  | Rechtstreeks gekozen senator | Charleroi-Thuin                             | -               | Verkozen op een kartellijst van radicale liberalen en socialisten. |
| Edmond Piret-Goblet                     | Liberaal  | Rechtstreeks gekozen senator | Charleroi-Thuin                             | -               | |
| Auguste Houzeau de Lehaie               | Socialist | Rechtstreeks gekozen senator | Charleroi-Thuin                             | -               | Verkozen op een kartellijst van radicale liberalen en socialisten. |
| Armand Libioulle                        | Socialist | Rechtstreeks gekozen senator | Charleroi-Thuin                             | -               | Verkozen op een kartellijst van radicale liberalen en socialisten. |
| Paul Berryer                            | Katholiek | Rechtstreeks gekozen senator | Luik                                        | -               | |
| Guillaume van Zuylen                    | Katholiek | Rechtstreeks gekozen senator | Luik                                        | -               | Vanaf 19 december 1911 voorzitter van de commissie Koloniën. |
| Alfred Magis                            | Liberaal  | Rechtstreeks gekozen senator | Luik                                        | -               | |
| Paul Van Hoegaerden                     | Liberaal  | Rechtstreeks gekozen senator | Luik                                        | -               | Vervangt vanaf 26 april 1912 de overleden Emile Dupont. Dupont was tot aan zijn dood op 12 maart 1912 ondervoorzitter, voorzitter van de commissie Justitie en voorzitter van de liberale fractie. |
| Emile Coppieters                        | Socialist | Rechtstreeks gekozen senator | Luik                                        | -               | |
| Jules Francq                            | Socialist | Rechtstreeks gekozen senator | Luik                                        | -               | |
| Charles-Léon Naveau                     | Liberaal  | Rechtstreeks gekozen senator | Hoei-Borgworm                               | -               | Verkozen op een kartellijst van liberalen en socialisten. |
| Dieudonné Alfred Ancion                 | Katholiek | Rechtstreeks gekozen senator | Hoei-Borgworm                               | -               | |
| Alfred Simonis                          | Katholiek | Rechtstreeks gekozen senator | Verviers                                    | -               | Ondervoorzitter tot 28 augustus 1908, Senaatsvoorzitter van 28 augustus 1908 tot 8 november 1911 en voorzitter van de commissie Arbeid en Nijverheid. |
| Edouard Peltzer de Clermont             | Liberaal  | Rechtstreeks gekozen senator | Verviers                                    | -               | |
| Edmond Whettnall                        | Katholiek | Rechtstreeks gekozen senator | Hasselt-Tongeren-Maaseik                    | -               | Quaestor. |
| Theodore de Renesse                     | Katholiek | Rechtstreeks gekozen senator | Hasselt-Tongeren-Maaseik                    | -               | |
| Camille Desmaisières                    | Katholiek | Rechtstreeks gekozen senator | Hasselt-Tongeren-Maaseik                    | -               | Vervangt vanaf 14 november 1911 de overleden Charles Arthur de Hemricourt de Grunne. De Hemricourt de Grunne was secretaris tot aan zijn dood op 25 augustus 1911. |
| Joseph Devolder                         | Katholiek | Rechtstreeks gekozen senator | Aarlen-Marche-Bastenaken-Neufchâteau-Virton | -               | |
| Alfred Orban de Xivry                   | Katholiek | Rechtstreeks gekozen senator | Aarlen-Marche-Bastenaken-Neufchâteau-Virton | -               | Secretaris vanaf 14 november 1911. |
| Jean Jadot                              | Liberaal  | Rechtstreeks gekozen senator | Aarlen-Marche-Bastenaken-Neufchâteau-Virton | -               | Vervangt vanaf 8 november 1910 de overleden Théophile Finet. |
| Eugène de Mevius                        | Katholiek | Rechtstreeks gekozen senator | Namen-Dinant-Philippeville                  | -               | Vervangt vanaf 8 november 1910 de overleden Ernest Mélot. Mélot was tot 26 november 1908 voorzitter van de commissie Kunsten en Wetenschappen. |
| Alfred d'Huart                          | Katholiek | Rechtstreeks gekozen senator | Namen-Dinant-Philippeville                  | -               | Secretaris. |
| Guillaume de Giey                       | Katholiek | Rechtstreeks gekozen senator | Namen-Dinant-Philippeville                  | -               | Vervangt vanaf 23 november 1910 de overleden Alfred Février (Liberaal). |
| Walthère de Selys Longchamps            | Liberaal  | Rechtstreeks gekozen senator | Namen-Dinant-Philippeville                  | -               | |
| Alphonse Ryckmans                       | Katholiek | Provinciaal senator          | -                                           | Antwerpen       | Vervangt vanaf 26 april 1912 de overleden Octave Selb. Selb was tot aan zijn dood op 9 februari 1912 voorzitter van de commissie Spoorwegen, Posterijen en Telegrafie. |
| Victor Emile Fris                       | Katholiek | Provinciaal senator          | -                                           | Antwerpen       | |
| Auguste Cools                           | Katholiek | Provinciaal senator          | -                                           | Antwerpen       | |
| Eugène Goblet d'Alviella                | Liberaal  | Provinciaal senator          | -                                           | Brabant         | Secretaris tot 17 april 1912 en ondervoorzitter vanaf 17 april 1912. |
| Ferdinand Elbers                        | Socialist | Provinciaal senator          | -                                           | Brabant         | |
| Joseph Berger                           | Liberaal  | Provinciaal senator          | -                                           | Brabant         | Vervangt vanaf 26 april 1910 de overleden Emile Henricot. |
| Emile Delannoy                          | Liberaal  | Provinciaal senator          | -                                           | Brabant         | |
| Albert Cappelle                         | Katholiek | Provinciaal senator          | -                                           | West-Vlaanderen | |
| Raphaël de Spot                         | Katholiek | Provinciaal senator          | -                                           | West-Vlaanderen | |
| Jules Vandenpeereboom                   | Katholiek | Provinciaal senator          | -                                           | West-Vlaanderen | |
| Herman della Faille d'Huysse            | Katholiek | Provinciaal senator          | -                                           | Oost-Vlaanderen | |
| Théodore Léger                          | Katholiek | Provinciaal senator          | -                                           | Oost-Vlaanderen | Tot 26 november 1908 voorzitter van de commissie Binnenlandse Zaken, van 26 november 1908 tot 22 november 1910 voorzitter van de commissie Binnenlandse Zaken en Landbouw en vanaf 22 november 1910 voorzitter van de commissie Binnenlandse Zaken.                                                   |
| Alfred Claeys-Bouüaert                  | Katholiek | Provinciaal senator          | -                                           | Oost-Vlaanderen | |
| Paul de Smet de Naeyer                  | Katholiek | Provinciaal senator          | -                                           | Oost-Vlaanderen | |
| Leon Hiard                              | Liberaal  | Provinciaal senator          | -                                           | Henegouwen      | |
| Antoine Vanderborght                    | Liberaal  | Provinciaal senator          | -                                           | Henegouwen      | |
| Jules Lekeu                             | Socialist | Provinciaal senator          | -                                           | Henegouwen      | Vervangt vanaf 18 juli 1911 Adolphe Devos (Liberaal), die om persoonlijke redenen ontslag neemt. |
| Arthur Bastien                          | Socialist | Provinciaal senator          | -                                           | Henegouwen      | |
| Charles Magnette                        | Liberaal  | Provinciaal senator          | -                                           | Luik            | Secretaris vanaf 17 april 1912. |
| Pascal Braconier                        | Socialist | Provinciaal senator          | -                                           | Luik            | |
| Henri La Fontaine                       | Socialist | Provinciaal senator          | -                                           | Luik            | Secretaris. |
| Eugeen Keesen                           | Katholiek | Provinciaal senator          | -                                           | Limburg         | |
| François Meyers                         | Katholiek | Provinciaal senator          | -                                           | Limburg         | |
| Paul de Favereau                        | Katholiek | Provinciaal senator          | -                                           | Luxemburg       | Ondervoorzitter van 1 september 1908 tot 14 november 1911, Senaatsvoorzitter vanaf 14 november 1911 en voorzitter van de commissie Buitenlandse Zaken. |
| Armand de Pitteurs-Hiegaerts            | Katholiek | Provinciaal senator          | -                                           | Luxemburg       | |
| Albert de Beauffort                     | Katholiek | Provinciaal senator          | -                                           | Namen           | Van 26 november 1908 tot 22 november 1910 voorzitter van de commissie Kunsten en Wetenschappen. |
| Charles Mincé du Fontbaré               | Katholiek | Provinciaal senator          | -                                           | Namen           | |
| Albert van België                       | -         | Senator van rechtswege       | -                                           | -               | De latere koning Albert I blijft senator van rechtswege tot het begin van zijn koningschap op 23 december 1909. |